# Oops!... I Did It Again World Tour
Oops!... I Did It Again World Tour foi a segunda turnê (sendo a 1ª em nível mundial) da popstar norte-americana Britney Spears, para promover seu segundo álbum de estúdio, Oops!... I Did It Again, lançado em Maio de 2000,na administração da Live Nation e pelo selo Jive Records.
A turnê visitou a América do Norte, Europa e Brasil, de Junho de 2000 a Janeiro de 2001, em 90 concertos. O projeto foi anunciado em Fevereiro de 2000, quando a cantora ainda estava na estrada com a Baby One More Time Tour, sua primeira grande turnê.
Essa foi a primeira vez que Britney Spears visitou o Brasil, voltando só 10 anos depois, para 2 apresentações com a Femme Fatale Tour.

## Shows de abertura
- A*Teens (América do Norte) (datas selecionadas)
- innossense (América do Norte) (datas selecionadas)
- 2ge+her (América do Norte) (datas selecionadas)
- BBMak (América do Norte) (datas selecionadas)

## Setlist
Bloco 1: Experience
- "The Britney Spears Experience" (Video Introduction)

1. "(You Drive Me) Crazy"
2. "Stronger"
3. "What U See (Is What U Get)"
4. "From the Bottom of My Broken Heart"

Bloco 2: Love Dance
- "What Would You Do to Meet Britney?" (Video Interlude)

1. "Born to Make You Happy"
2. "Lucky"
3. "Sometimes"
4. "Don't Let Me Be The Last To Know"

- "Meet the Dancers" (Performance Interlude)

1. "The Beat Goes On"
2. "Don't Go Knockin' On My Door"
3. "(I Can't Get No) Satisfaction"

Bloco 3: The End of Experience
- "The Britney Spears Experience II" (Video Interlude)

1. "...Baby One More Time"
2. "Oops!... I Did It Again"

## Datas de Shows
| América do Norte       |                  |                |                                             |                                                  |
| 20 de junho de 2000    | Columbia         | Estados Unidos | Merriweather Post Pavilion                  | BBMak Innosense No Authority                     |
| 21 de junho de 2000    | Hartford         | Estados Unidos | Meadows Music Theatre                       | BBMak Innosense No Authority                     |
| 23 de junho de 2000    | Darien           | Estados Unidos | Darien Lake Performing Arts Center          | BBMak Innosense No Authority                     |
| 24 de junho de 2000    | Hershey          | Estados Unidos | Star Pavilion at Hersheypark Stadium        | BBMak Innosense No Authority                     |
| 25 de junho de 2000    | Scranton         | Estados Unidos | Coors Light Amphitheatre                    | BBMak Innosense No Authority                     |
| 27 de junho de 2000    | Wantagh          | Estados Unidos | Jones Beach Theater                         | BBMak Innosense No Authority                     |
| 28 de junho de 2000    | Wantagh          | Estados Unidos | Jones Beach Theater                         | BBMak Innosense No Authority                     |
| 29 de junho de 2000    | Wantagh          | Estados Unidos | Jones Beach Theater                         | BBMak Innosense No Authority                     |
| 30 de junho de 2000    | Wantagh          | Estados Unidos | Jones Beach Theater                         | BBMak Innosense No Authority                     |
| 2 de julho de 2000     | Holmdel          | Estados Unidos | PNC Bank Arts Center                        | BBMak Innosense No Authority                     |
| 3 de julho de 2000     | Holmdel          | Estados Unidos | PNC Bank Arts Center                        | BBMak Innosense No Authority                     |
| 4 de julho de 2000     | Bristow          | Estados Unidos | Nissan Pavilion at Stone Ridge              | BBMak Innosense No Authority                     |
| 5 de julho de 2000     | Camden           | Estados Unidos | Blockbuster-Sony Music Entertainment Centre | BBMak Innosense No Authority                     |
| 7 de julho de 2000     | Tinley Park      | Estados Unidos | New World Music Theatre                     | BBMak Innosense No Authority                     |
| 8 de julho de 2000     | Milwaukee        | Estados Unidos | Marcus Amphitheater                         | BBMak Innosense No Authority                     |
| 9 de julho de 2000     | Clarkston        | Estados Unidos | Pine Knob Music Theatre                     | BBMak Innosense No Authority                     |
| 10 de julho de 2000    | Clarkston        | Estados Unidos | Pine Knob Music Theatre                     | BBMak Innosense No Authority                     |
| 16 de julho de 2000    | Maryland Heights | Estados Unidos | Riverport Amphitheatre                      | Mikaila C-Note Nobody's Angel                    |
| 17 de julho de 2000    | Bonner Springs   | Estados Unidos | Sandstone Amphitheater                      | Mikaila C-Note Nobody's Angel                    |
| 19 de julho de 2000    | Dallas           | Estados Unidos | Smirnoff Music Centre                       | Mikaila C-Note A*Teens Nobody's Angel            |
| 20 de julho de 2000    | San Antonio      | Estados Unidos | Alamodome                                   | Mikaila C-Note A*Teens Nobody's Angel            |
| 21 de julho de 2000    | Houston          | Estados Unidos | Cynthia Woods Mitchell Pavilion             | Mikaila C-Note A*Teens Nobody's Angel            |
| 22 de julho de 2000    | Houston          | Estados Unidos | Cynthia Woods Mitchell Pavilion             | Mikaila C-Note A*Teens Nobody's Angel            |
| 27 de julho de 2000    | Albuquerque      | Estados Unidos | Mesa del Sol Amphitheater                   | Mikaila C-Note A*Teens Nobody's Angel            |
| 28 de julho de 2000    | Phoenix          | Estados Unidos | Blockbuster Desert Sky Pavilion             | Mikaila C-Note A*Teens Nobody's Angel            |
| 29 de julho de 2000    | Irvine           | Estados Unidos | Verizon Wireless Amphitheatre               | Mikaila C-Note A*Teens Nobody's Angel 2Gether    |
| 30 de julho de 2000    | Inglewood        | Estados Unidos | Great Western Forum                         | Mikaila Aaron Carter A*Teens 2Gether             |
| 31 de julho de 2000    | Inglewood        | Estados Unidos | Great Western Forum                         | Mikaila Aaron Carter A*Teens 2Gether             |
| 1 de agosto de 2000    | Concord          | Estados Unidos | Chronicle Pavilion                          | Mikaila Aaron Carter A*Teens                     |
| 3 de agosto de 2000    | San Diego        | Estados Unidos | San Diego Sports Arena                      | Mikaila Aaron Carter A*Teens 2Gether             |
| 4 de agosto de 2000    | Las Vegas        | Estados Unidos | MGM Grand Garden Arena                      | Mikaila Josh Keaton\| Aaron Carter A*Teens       |
| 5 de agosto de 2000    | San Bernardino   | Estados Unidos | Glen Helen Blockbuster Pavilion             | Mikaila Josh Keaton\| Aaron Carter A*Teens       |
| 6 de agosto de 2000    | Wheatland        | Estados Unidos | Sacramento Valley Amphitheatre              | Mikaila Josh Keaton\| Aaron Carter A*Teens       |
| 8 de agosto de 2000    | Mountain View    | Estados Unidos | Shoreline Amphitheatre                      | Mikaila Josh Keaton\| Aaron Carter A*Teens       |
| 10 de agosto de 2000   | Portland         | Estados Unidos | Rose Garden Arena                           | Mikaila Josh Keaton\| Aaron Carter A*Teens       |
| 11 de agosto de 2000   | George           | Estados Unidos | The Gorge Amphitheatre                      | Mikaila Josh Keaton\| Aaron Carter A*Teens       |
| 12 de agosto de 2000   | Vancouver        | Canadá         | General Motors Place                        | 2Gether Mikaila Josh Keaton Aaron Carter A-Teens |
| 14 de agosto de 2000   | Salt Lake City   | Estados Unidos | Delta Center                                | Mikaila Josh Keaton Aaron Carter A-Teens         |
| 21 de agosto de 2000   | Burgettstown     | Estados Unidos | Post-Gazette Pavilion                       | Sister2Sister Josh Keaton Take 5                 |
| 22 de agosto de 2000   | Toronto          | Canadá         | Molson Amphitheatre                         | Sister2Sister Josh Keaton Take 5                 |
| 23 de agosto de 2000   | Montreal         | Canadá         | Molson Centre                               | Sister2Sister Josh Keaton Take 5                 |
| 24 de agosto de 2000   | Syracuse         | Estados Unidos | New York State Fairgrounds                  | Sister2Sister Josh Keaton Take 5                 |
| 25 de agosto de 2000   | Atlantic City    | Estados Unidos | Etess Arena                                 | Sister2Sister Josh Keaton Take 5                 |
| 28 de agosto de 2000   | Mansfield        | Estados Unidos | Tweeter Center                              | Sister2Sister PYT 2Gether                        |
| 30 de agosto de 2000   | Saratoga Springs | Estados Unidos | Saratoga Performing Arts Center             | Sister2Sister PYT Take 5 Innocence BBMak 2Gether |
| 31 de agosto de 2000   | Cleveland        | Estados Unidos | Gund Arena                                  | Sister2Sister PYT Take 5 Innocence BBMak         |
| 1 de setembro de 2000  | Knoxville        | Estados Unidos | Thompson–Boling Arena                       | Sister2Sister PYT Take 5 Innocence BBMak         |
| 2 de setembro de 2000  | Noblesville      | Estados Unidos | Deer Creek Music Center                     | Sister2Sister PYT Take 5 Innocence BBMak 2Gether |
| 3 de setembro de 2000  | Columbus         | Estados Unidos | Polaris Amphitheater                        | Sister2Sister PYT 2Gether                        |
| 9 de setembro de 2000  | Orlando          | Estados Unidos | TD Waterhouse Centre                        | Don Phillips PYT BBMak                           |
| 10 de setembro de 2000 | West Palm Beach  | Estados Unidos | Mars Music Amphitheatre                     | Don Phillips Innosense PYT Take 5                |
| 12 de setembro de 2000 | Raleigh          | Estados Unidos | Alltel Pavilion at Walnut Creek             | Don Phillips Innosense BBMak PYT Take 5          |
| 13 de setembro de 2000 | Charlotte        | Estados Unidos | Blockbuster Pavilion                        | Don Phillips Innosense PYT Take 5                |
| 14 de setembro de 2000 | Virginia Beach   | Estados Unidos | Virginia Beach Amphitheatre                 | Don Phillips Innosense BBMak PYT Take 5          |
| 15 de setembro de 2000 | Burgettstown     | Estados Unidos | Post-Gazette Pavilion                       | Don Phillips Innosense PYT Take 5                |
| 16 de setembro de 2000 | Antioch          | Estados Unidos | AmSouth Amphitheatre                        | Don Phillips Innosense BBMak PYT Take 5          |
| 18 de setembro de 2000 | Atlanta          | Estados Unidos | Coca-Cola Lakewood Amphitheatre             | Don Phillips Innosense BBMak PYT Take 5          |
| 20 de setembro de 2000 | Nova Orleans     | Estados Unidos | Louisiana Superdome                         | BBMak                                            |
| Europa                 |                  |                |                                             |                                                  |
| 10 de outubro de 2000  | Londres          | Reino Unido    | Wembley Arena                               | Aaron Carter Sister2Sister                       |
| 11 de outubro de 2000  | Londres          | Reino Unido    | Wembley Arena                               | Aaron Carter Sister2Sister                       |
| 12 de outubro de 2000  | Londres          | Reino Unido    | Wembley Arena                               | Aaron Carter Sister2Sister                       |
| 13 de outubro de 2000  | Manchester       | Reino Unido    | Manchester Evening News Arena               | Aaron Carter Sister2Sister                       |
| 14 de outubro de 2000  | Manchester       | Reino Unido    | Manchester Evening News Arena               | Aaron Carter Sister2Sister                       |
| 17 de outubro de 2000  | Bremen           | Alemanha       | Stadthalle Bremen                           | Aaron Carter Sister2Sister                       |
| 18 de outubro de 2000  | Gent             | Bélgica        | Flanders Expo                               | Aaron Carter Sister2Sister                       |
| 19 de outubro de 2000  | Dortmund         | Alemanha       | Westfalenhallen                             | Boyz N Girlz United Sister2Sister                |
| 20 de outubro de 2000  | Estugarda        | Alemanha       | Hanns-Martin-Schleyer-Halle                 | Boyz N Girlz United Sister2Sister                |
| 22 de outubro de 2000  | Barcelona        | Espanha        | Palau Sant Jordi                            | Boyz N Girlz United Sister2Sister                |
| 24 de outubro de 2000  | Milão            | Itália         | FilaForum                                   | Boyz N Girlz United Sister2Sister                |
| 25 de outubro de 2000  | Zurique          | Suíça          | Hallenstadion                               | Boyz N Girlz United Sister2Sister                |
| 26 de outubro de 2000  | Munique          | Alemanha       | Olympiahalle                                | Boyz N Girlz United Sister2Sister                |
| 28 de outubro de 2000  | Kiel             | Alemanha       | Ostseehalle                                 | Boyz N Girlz United Sister2Sister                |
| 29 de outubro de 2000  | Berlim           | Alemanha       | Velodrom                                    | Boyz N Girlz United Sister2Sister                |
| 30 de outubro de 2000  | Hannover         | Alemanha       | Preussag Arena                              | Boyz N Girlz United Sister2Sister                |
| 1 de novembro de 2000  | Leipzig          | Alemanha       | Leipzig Messehalle                          | Boyz N Girlz United Sister2Sister                |
| 2 de novembro de 2000  | Frankfurt        | Alemanha       | Festhalle Frankfurt                         | Boyz N Girlz United Sister2Sister                |
| 4 de novembro de 2000  | Arnhem           | Holanda        | GelreDome XS                                | Boyz N Girlz United Sister2Sister                |
| 7 de novembro de 2000  | Gotemburgo       | Suécia         | Scandinavium                                | Boyz N Girlz United Sister2Sister                |
| 8 de novembro de 2000  | Oslo             | Noruega        | Oslo Spektrum                               | Boyz N Girlz United Sister2Sister                |
| 9 de novembro de 2000  | Estocolmo        | Suécia         | Stockholm Globe Arena                       | Boyz N Girlz United Sister2Sister                |
| 10 de novembro de 2000 | Copenhague       | Dinamarca      | Valby-Hallen                                | Boyz N Girlz United Sister2Sister                |
| 13 de novembro de 2000 | Colônia          | Alemanha       | Kölnarena                                   | Boyz N Girlz United Sister2Sister                |
| 14 de novembro de 2000 | Paris            | França         | Le Zénith de Paris                          | Boyz N Girlz United Sister2Sister                |
| 15 de novembro de 2000 | Londres          | Reino Unido    | London Arena                                | Boyz N Girlz United Sister2Sister                |
| 16 de novembro de 2000 | Londres          | Reino Unido    | London Arena                                | Boyz N Girlz United Sister2Sister                |
| 18 de novembro de 2000 | Manchester       | Reino Unido    | Manchester Evening News Arena               | Boyz N Girlz United Sister2Sister                |
| 20 de novembro de 2000 | Birmingham       | Reino Unido    | NEC Arena                                   | Boyz N Girlz United Sister2Sister                |
| 21 de novembro de 2000 | Birmingham       | Reino Unido    | NEC Arena                                   | Boyz N Girlz United Sister2Sister                |
| América do Sul         |                  |                |                                             |                                                  |
| 18 de janeiro de 2001  | Rio de Janeiro   | Brasil         | Cidade do Rock                              | —                                                |